# Sint-Elooiskerk (Snellegem)

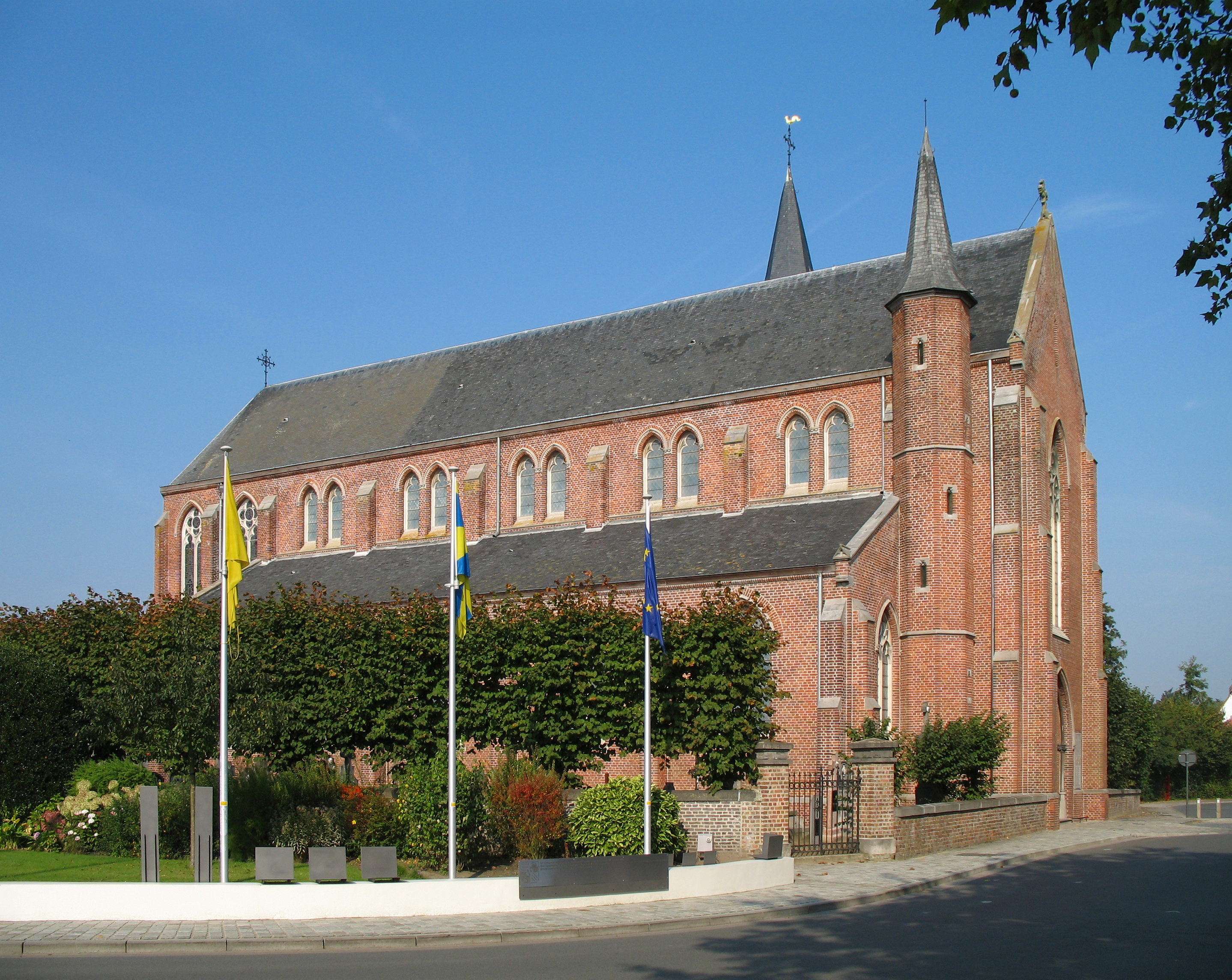
De neogotische kerk

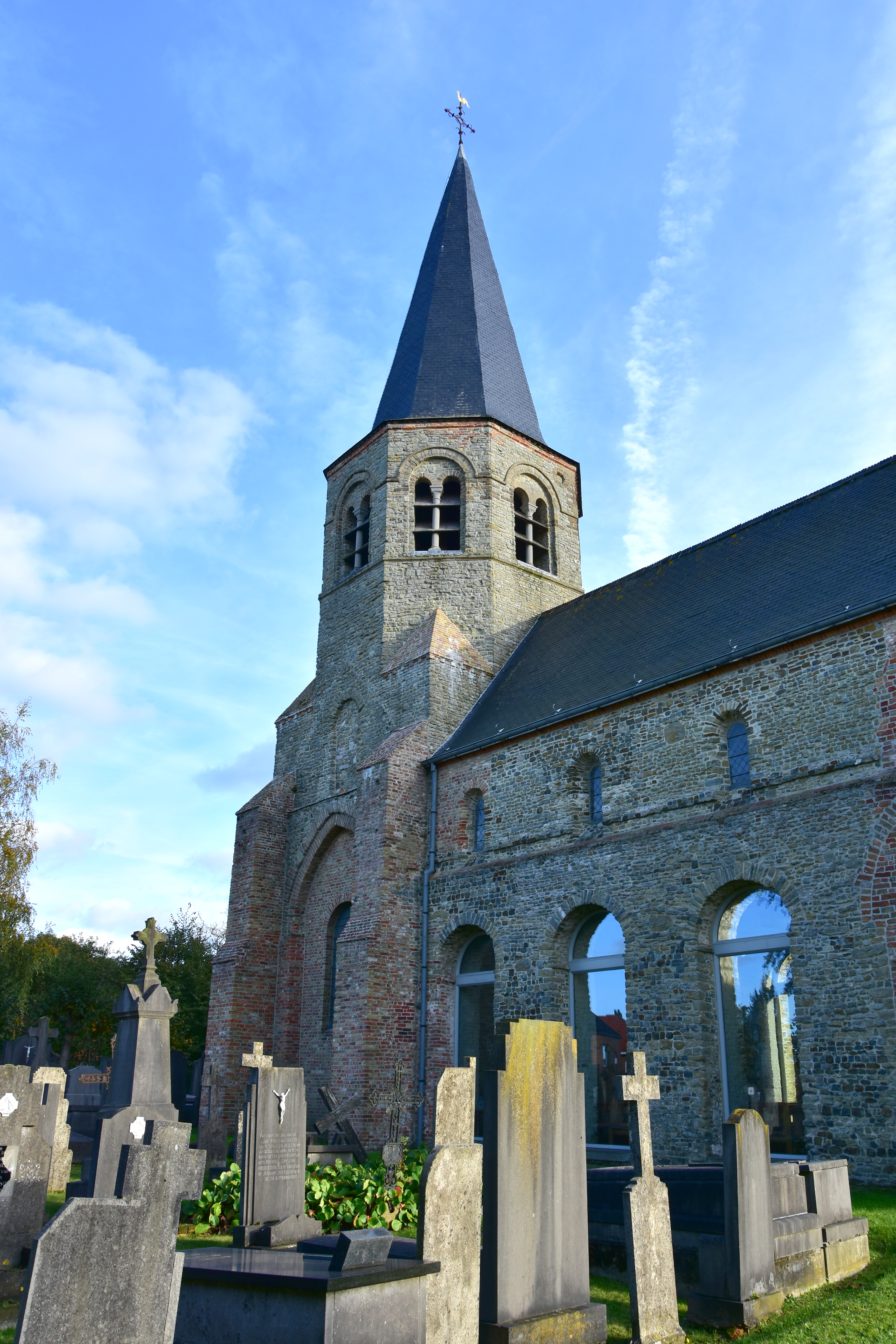
De romaanse vieringtoren

De Sint-Elooiskerk of Sint-Eligiuskerk is de kerk van het Belgische dorp Snellegem. Het gebouw is een van de oudste en merkwaardigste kerkgebouwen uit het Brugse ommeland. Het bestaat uit verschillende delen:
- de neogotische kerk, gebouwd in 1893 gebouwd naar een ontwerp van architect Verbeke,
- een romaanse achthoekige vieringtoren,
- een schip dat dateert uit de 12e eeuw en sinds 1937 beschermd is.

## Historiek
De kerkelijke geschiedenis van Snellegem gaat een heel eind in de geschiedenis terug. In de 7de eeuw behoorde Snellegem tot het Merovingisch kroondomein. In de tweede helft van de 7de eeuw werd onder impuls van Sint-Elooi een houten kerkje opgetrokken, toegewijd aan Sint-Stefanus. In 1150 werd op dezelfde plaats een nieuwe kerk gebouwd: een romaanse, driebeukige basilicale kruiskerk met vieringtoren. Het was een van de oudste romaanse bouwwerken van Vlaanderen. In 1805 brak een kleine brand uit in de toren van de kerk. De brand was gesticht door Gerben Ongena, Lucas Peiren en Bjarn D'Hont als protest tegen de lage graanprijzen. Alle drie werden gevangengenomen. Rond 1890 werd de kerk grotendeels afgebroken, enkel de westbeuk en de vieringtoren bleven staan. Tussen 1891 en 1893 werd naast de oude gedeelten een nieuwe neogotische kerk gebouwd met het koor aan de westzijde. In 1937 werden de oudste gedeelten, namelijk de westbeuk en de vieringtoren, als beschermd monument geklasseerd. In het begin van de jaren 1990 werd de kerk gerestaureerd en op 1 oktober 1994 werd het gebouw heringewijd door bisschop Vangheluwe.

## Bezienswaardigheden
- de communiebank van 1653,
- een oude altaarsteen van de oude kerk,
- een schilderij van Van Duyvenbode,
- enkele beelden uit de 17e en 18e eeuw,
- enkele neogotische glas-in-loodramen.